# Jodat

Jodatjonen,.

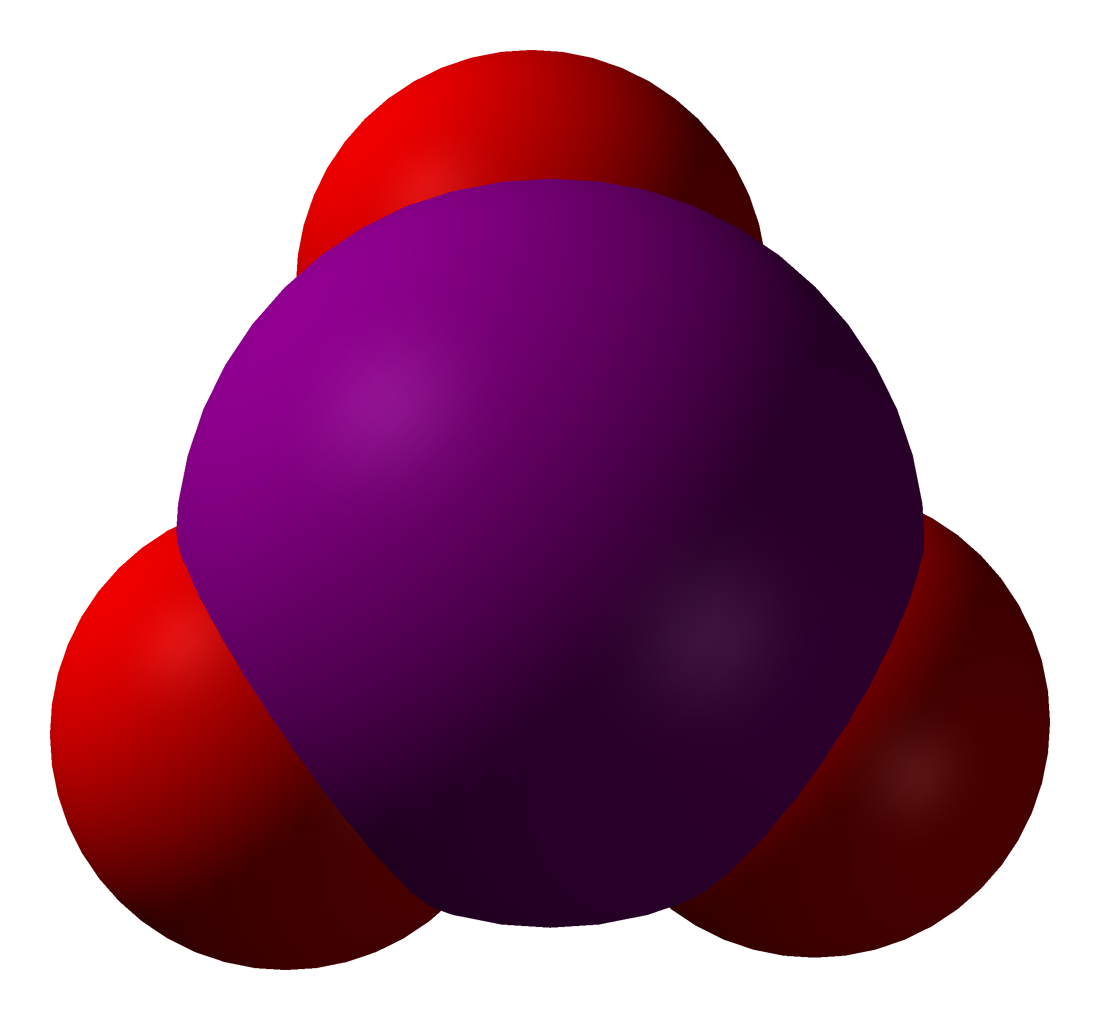
Kalottmodell av jodatjonen.

Jodatjonen är den korresponderande basen till jodsyra En jodatom är kovalent bunden till tre syreatomer, vilket ger summaformeln IO3−. Den molekylära geometriska strukturen är trigonalt pyramidal.

## Andra oxidationsformer
Jod kan anta oxidationstalen 0, −1, +1, +3, +5, or +7.
| Oxidationstal | −1    | +1        | +3    | +5    | +7               |
| Namn          | Jodid | hypojodit | jodit | jodat | perjodat         |
| Formel        | I−    | IO−       | IO2−  | IO3−  | IO4− eller IO65− |